# HD44092
HD44092 — подвійна зоря. 
Ця подвійна система має видиму зоряну величину в смузі V приблизно 6,5.
Вона розташована на відстані близько 338,3 світлових років від Сонця.

## Подвійна зоря
Головна зоря цієї системи належить до хімічно пекулярних зір й має спектральний клас A0.
Інша компонента має  спектральний клас  Зорі спектрального класу.

## Фізичні характеристики
Зоря HD44092 обертається 
досить швидко 
навколо своєї осі. Проєкція її екваторіальної швидкості на промінь зору становить  Vsin(i)= 54км/сек.